# Studioul Riga
Studioul Riga (denumirea originală în letonă Rīgas Kinostudija (RKS)) este cel mai vechi studio de film din Letonia, cu sediul în Riga. A fost fondat în 1948 și își are numele actual din 1958. În perioada RSS Letone, studioul a acoperit întreaga producție de la ideea de film la scenariu, până la produsul finit. Au fost angajați până la 1000 de persoane și au fost produse practic toate filmele letone din perioada postbelică. Clădirile găzduiesc studiouri de înregistrare bine echipate din anii 1960, care sunt printre cele mai mari din Europa de Nord.

## Istoric
Când în 1940 Letonia a fost anexată de Uniunea Sovietică, diferite companii private de film au fost naționalizate constituindu-se un studio de cinematografie. Apoi sub ocupația germană, în studiourile numite Ostland Film G.m.b.H. și „Rīgas Filma” au fost realizate diverse filme în limba letonă, până în anul 1944. După înființarea RSS Letone, studiourile pentru lungmetraje și documentare au fuzionat în 1948 și în 1958 au primit numele actual. În acea vreme, studiourile de filmare erau încă împrăștiate în diferite părți ale orașului Riga, cum ar fi Teatrul Nou sau Filarmonica. În 1963, au fost deschise trei studiouri moderne de înregistrare la scară largă, într-un nou complex de clădiri centralizate proiectat de arhitecții V. Voronow și A. Okunjew. Toate grupurile de lucru se aflau acum în strada Šmerļa ielā 3: consiliul de redacție, secția de filme documentare, grupul pentru filme de păpuși animate și sovietul de artă și regizori.
Studioul cinematografic avea propriile ateliere de pregătire a filmului, tehnologie de înregistrare, decoruri și structuri tehnice, iluminat, tehnica de sunet, prelucrare a filmului, montaj, mecanizare și transport auto. Membrii sovietelor de artă au fost inițial recrutați în mare parte din regizori și actori de teatru cunoscuți precum Alfred Amtmanis-Briedītis, Vija Artmane, Eduards Smiļģis sau Elza Radziņa.
După destrămarea Uniunii Sovietice, aproape niciun film nu a mai fost produs în studio. Clădirile sunt adesea închiriate pentru evenimente majore precum spectacole TV. Documentele, fotografiile, costumele, recuzita și echipamentele tehnice stocate în studio aparțin acum Muzeului de Cinematografie Riga. Un proces civil se desfășoară de câțiva ani, pentru drepturile de autor asupra filmelor produse în epoca sovietică.

## Filmografie selectivă
- 1957 Rita (Rita), regia Ada Neretniece
- 1960 În pragul furtunii (Na poroge buri), regia Rolands Kalnins, Varis Krumins
- 1963 Iolanta (Иоланта), regia Vladimir Gorikker
- 1964 Armata codobaturilor (Армия «Трясогузки» / Armia „Triasoguzki”), regia Aleksandr Leimanis
- 1964 Căpitanul Zero (Капитан Нуль/Kapitan Nul), regia Leonid Leimanis
- 1967 Ceasul căpitanului Enrico (Kapteiņa Enriko pulkstenis), regia Jānis Streičs și Ēriks Lācis
- 1968 Armata codobaturilor din nou în luptă (lv: Cielaviņas armija atkal cīnās /ru: Армия 'Трясогузки' снова в бою / Armia „Triasoguzki” snova v boiu), regia Aleksandr Leimanis
- 1976 Sonată pe malul lacului (Ezera sonāte), regia Gunārs Cilinskis
- 1978 În spatele ușii de sticlă (Aiz stikla durvīm), regia Olgerts Dunkers
- 1980 Dorește-mi un timp nefavorabil (Novēli man lidojumam nelabvēlīgu laiku /ru: Пожелай мне нелётной погоды), regia Varis Brasla
- 1984 Ne trebuie o solistă (leton: Vajadziga soliste, ru: Нужна солистка / Nujna solistka), regia Genadijs Zemels